# کفتاردندانان
کفتاردندانان (نام علمی: Hyaenodontidae) نام یک تیره از راسته گوشت‌دندان‌سانان است.